# Indianola (Iowa)
Indianola – miasto w Stanach Zjednoczonych, w stanie Iowa, w hrabstwie Warren. Zgodnie ze spisem statystycznym z 2000 roku, miasto liczyło 12.998 mieszkańców.